# Немерь
Немерь — деревня в Ду́бровском районе Брянской области, в составе Дубровского городского поселения. Расположена в 3 км к северу от посёлка городского типа Дубровка. Население — 517 человек (2010).
Упоминается с XVII века как владение Бородовицыных (позднее сельцо), в составе Брянского уезда. Входила в приход села Рековичи; с 1850 года — села Алешня, с 1876 — села Давыдчи. С 1861 по 1924 в Алешинской волости Брянского (с 1921 — Бежицкого) уезда; позднее в Дубровской волости, Дубровском районе (с 1929). В 1980 к деревне присоединены посёлки Карловка и Смычка.
До 2005 — центр Немерского сельсовета (в отдельные годы временно входила в Дубровский поссовет).
В деревне родился Герой Советского Союза Иван Трофимов.